# Svjetsko prvenstvo u atletici 1995.
5. Svjetsko prvenstvo u atletici održano je od 5. kolovoza do 13. kolovoza 1995. godine u švedskom gradu Göteborgu.

## Tablica medalja
| Mjesto | Država                 | Zlato | Srebro | Bronca | Ukupno |
| ------ | ---------------------- | ----- | ------ | ------ | ------ |
| 1.     | SAD                    | 12    | 2      | 5      | 19     |
| 2      | Bjelorusija            | 2     | 3      | 2      | 7      |
| 3.     | Njemačka               | 2     | 2      | 2      | 6      |
| 3.     | Italija                | 2     | 2      | 2      | 6      |
| 5.     | Kuba                   | 2     | 2      | 0      | 4      |
| 6.     | Kenija                 | 2     | 1      | 3      | 6      |
| 7.     | Kanada                 | 2     | 1      | 1      | 4      |
| 7.     | Portugal               | 2     | 1      | 1      | 4      |
| 9.     | Ukrajina               | 2     | 0      | 1      | 3      |
| 10.    | Alžir                  | 2     | 0      | 0      | 2      |
| 11.    | Rusija                 | 1     | 4      | 7      | 12     |
| 12.    | Jamajka                | 1     | 4      | 2      | 7      |
| 13.    | Ujedinjeno Kraljevstvo | 1     | 3      | 1      | 5      |
| 14.    | Finska                 | 1     | 1      | 1      | 3      |
| 14.    | Bugarska               | 1     | 1      | 1      | 3      |
| 16.    | Bahami                 | 1     | 1      | 0      | 2      |
| 16.    | Etiopija               | 1     | 1      | 0      | 2      |
| 16.    | Španjolska             | 1     | 1      | 0      | 2      |
| 19.    | Francuska              | 1     | 0      | 2      | 3      |
| 20.    | Češka                  | 1     | 0      | 0      | 1      |
| 20.    | Danska                 | 1     | 0      | 0      | 1      |
| 20.    | Irska                  | 1     | 0      | 0      | 1      |
| 20.    | Sirija                 | 1     | 0      | 0      | 1      |
| 20.    | Tadžikistan            | 1     | 0      | 0      | 1      |
| 25.    | Maroko                 | 0     | 3      | 1      | 4      |
| 26.    | Rumunjska              | 0     | 2      | 0      | 2      |
| 27.    | Australija             | 0     | 1      | 1      | 2      |
| 27.    | Burundi                | 0     | 1      | 1      | 2      |
| 29.    | Bermudi                | 0     | 1      | 0      | 1      |
| 29.    | NR Kina                | 0     | 1      | 0      | 1      |
| 29.    | Kazahstan              | 0     | 1      | 0      | 1      |
| 29.    | Meksiko                | 0     | 1      | 0      | 1      |
| 29.    | Namibija               | 0     | 1      | 0      | 1      |
| 29.    | Surinam                | 0     | 1      | 0      | 1      |
| 29.    | Zambija                | 0     | 1      | 0      | 1      |
| 36.    | Mađarska               | 0     | 0      | 2      | 2      |
| 36.    | Poljska                | 0     | 0      | 2      | 2      |
| 38.    | Brazil                 | 0     | 0      | 1      | 1      |
| 38.    | Dominikanska Republika | 0     | 0      | 1      | 1      |
| 38.    | Nigerija               | 0     | 0      | 1      | 1      |
| 38.    | Norveška               | 0     | 0      | 1      | 1      |
| 38.    | Trinidad i Tobago      | 0     | 0      | 1      | 1      |
| 38.    | Saudijska Arabija      | 0     | 0      | 1      | 1      |

## Rezultati 1995

### Trkačke discipline

#### 100 m
| Mjesto | Država                 | Atletičar          | Vrijeme |
| ------ | ---------------------- | ------------------ | ------- |
| 1.     | Kanada                 | Donovan Bailey     | 9,97    |
| 2.     | Kanada                 | Bruny Surin        | 10,03   |
| 3.     | Trinidad i Tobago      | Ato Boldon         | 10,03   |
| 4.     | Namibija               | Frankie Fredericks | 10,07   |
| 5.     | SAD                    | Mike Marsh         | 10,10   |
| 6.     | Ujedinjeno Kraljevstvo | Linford Christie   | 10,12   |
| 7.     | Nigerija               | Olapade Adeniken   | 10,20   |
| 8.     | Jamajka                | Ray Stewart        | 10,29   |

| Mjesto | Država   | Atletičarka           | Vrijeme |
| ------ | -------- | --------------------- | ------- |
| 1.     | SAD      | Gwen Torrence         | 10,85   |
| 2.     | Jamajka  | Merlene Ottey         | 10,94   |
| 3.     | Rusija   | Irina Privalova       | 10,96   |
| 4.     | SAD      | Carlette Guidry-White | 11,07   |
| 5.     | Ukrajina | Zjanna Tarnopolskaja  | 11,07   |
| 6.     | Njemačka | Melanie Paschke       | 11,10   |
| 7.     | Nigerija | Mary Onyali           | 11,15   |
| 8.     | Jamajka  | Juliet Cuthbert       | 11,44   |

#### 200 m
| Mjesto | Država                 | Atletičar          | Vrijeme |
| ------ | ---------------------- | ------------------ | ------- |
| 1.     | SAD                    | Michael Johnson    | 19,79   |
| 2.     | Namibija               | Frankie Fredericks | 20,12   |
| 3.     | SAD                    | Jeff Williams      | 20,18   |
| 4.     | Brazil                 | Robson da Silva    | 20,21   |
| 5.     | Brazil                 | Claudinei da Silva | 20,40   |
| 6.     | Norveška               | Geir Moen          | 20,51   |
| 7.     | Ujedinjeno Kraljevstvo | John Regis         | 20,67   |
| 8.     | Kuba                   | Iván García        | 20,77   |

| Mjesto | Država   | Atletičarka        | Vrijeme |
| ------ | -------- | ------------------ | ------- |
| 1.     | Jamajka  | Merlene Ottey      | 22,12   |
| 2.     | Rusija   | Irina Privalova    | 22,12   |
| 3.     | Rusija   | Galina Malchugina  | 22,37   |
| 4.     | Njemačka | Melanie Paschke    | 22,60   |
| 5.     | Njemačka | Silke-Beate Knoll  | 22,66   |
| 6.     | Nigerija | Mary Onyali        | 22,71   |
| 7.     | Rusija   | Marina Trandenkova | 22,84   |
| 8.     | SAD      | Gwen Torrence      | DSQ     |

#### 400 m
| Mjesto | Država                 | Atletičar        | Vrijeme    |
| ------ | ---------------------- | ---------------- | ---------- |
| 1.     | SAD                    | Michael Johnson  | 43,39 (KR) |
| 2.     | SAD                    | Butch Reynolds   | 44,22      |
| 3.     | Jamajka                | Gregory Haughton | 44,56      |
| 4.     | Kenija                 | Samson Kitur     | 44,71      |
| 5.     | Ujedinjeno Kraljevstvo | Mark Richardson  | 44,81      |
| 6.     | SAD                    | Darnell Hall     | 44,83      |
| 7.     | Ujedinjeno Kraljevstvo | Roger Black      | 45,28      |
| 8.     | Nigerija               | Sunday Bada      | 45,50      |

| Mjesto | Država     | Atletičarka            | Vrijeme |
| ------ | ---------- | ---------------------- | ------- |
| 1.     | Francuska  | Marie-José Perec       | 49,28   |
| 2.     | Bahami     | Pauline Davis-Thompson | 49,96   |
| 3.     | SAD        | Jearl Miles-Clark      | 50,00   |
| 4.     | Australija | Cathy Freeman          | 50,60   |
| 5.     | Nigerija   | Fatima Yusuf           | 50,70   |
| 6.     | Nigerija   | Falilat Ogunkoya       | 50,77   |
| 7.     | SAD        | Maicel Malone-Wallace  | 50,99   |
| 8.     | Jamajka    | Sandie Richards        | 51,13   |

#### 800 m
| Mjesto | Država       | Atletičar            | Vrijeme |
| ------ | ------------ | -------------------- | ------- |
| 1.     | Danska       | Wilson Kipketer      | 1.45,08 |
| 2.     | Burkina Faso | Arthémon Hatungimana | 1.45,64 |
| 3.     | Norveška     | Vebjørn Rodal        | 1.45,68 |
| 4.     | Njemačka     | Nico Motchebon       | 1.45,97 |
| 5.     | SAD          | Brandon Rock         | 1.46,42 |
| 6.     | SAD          | Jose Parrilla        | 1.46,44 |
| 7.     | Italija      | Andrea Giocondi      | 1.47,78 |
| 8.     | SAD          | Mark Everett         | 1.53,12 |

| Mjesto | Država                 | Atletičarka             | Vrijeme      |
| ------ | ---------------------- | ----------------------- | ------------ |
| 1.     | Kuba                   | Ana Fidelia Quirot      | 1.56,11      |
| 2.     | Surinam                | Letitia Vriesde         | 1.56,68 (AM) |
| 3.     | Ujedinjeno Kraljevstvo | Kelly Holmes            | 1.56,95      |
| 4.     | Francuska              | Patricia Djaté-Taillard | 1.57,04      |
| 5.     | SAD                    | Meredith Rainey-Valmon  | 1.58,20      |
| 6.     | Nizozemska             | Ellen van Langen        | 1.58,98      |
| 7.     | Rusija                 | Ljoebov Goerina         | 1.59,16      |
| 8.     | Rusija                 | Tatyana Grigoryeva      | 2.05,55      |

#### 1 500 m
| Mjesto | Država       | Atletičar              | Vrijeme |
| ------ | ------------ | ---------------------- | ------- |
| 1.     | Alžir        | Noureddine Morceli     | 3.33,73 |
| 2.     | Maroko       | Hicham El Guerrouj     | 3.35,28 |
| 3.     | Burkina Faso | Vénuste Niyongabo      | 3.35,56 |
| 4.     | Maroko       | Rachid El Basir        | 3.35,96 |
| 5.     | Kanada       | Kevin Sullivan         | 3.36,73 |
| 6.     | Francuska    | Abdel-Kader Chékhémani | 3.36,90 |
| 7.     | Katar        | Mohamed Suleiman       | 3.36,96 |
| 8.     | Španjolska   | Fermín Cacho           | 3.37,02 |

| Mjesto | Država                 | Atletičarka        | Vrijeme |
| ------ | ---------------------- | ------------------ | ------- |
| 1.     | Alžir                  | Hassiba Boulmerka  | 4.02,42 |
| 2.     | Ujedinjeno Kraljevstvo | Kelly Holmes       | 4.03,04 |
| 3.     | Portugal               | Carla Sacramento   | 4.03,79 |
| 4.     | Kanada                 | Angela Chalmers    | 4.04,74 |
| 5.     | Rusija                 | Ljoedmila Borisova | 4.04,78 |
| 6.     | Poljska                | Anna Brzezinska    | 4.05,65 |
| 7.     | SAD                    | Ruth Wysocki       | 4.07,08 |
| 8.     | Španjolska             | Maite Zúñiga       | 4.07,27 |

#### 5 000 m
| Mjesto | Država   | Atletičar      | Vrijeme  |
| ------ | -------- | -------------- | -------- |
| 1.     | Kenija   | Ismael Kirui   | 13.16,77 |
| 2.     | Maroko   | Khalid Boulami | 13.17,15 |
| 3.     | Kenija   | Shem Kororia   | 13.17,59 |
| 4.     | Maroko   | Ismaïl Sghyr   | 13.17,86 |
| 5.     | Maroko   | Brahim Lahlafi | 13.18,89 |
| 6.     | Etiopija | Worku Bikila   | 13.20,12 |
| 7.     | SAD      | Bob Kennedy    | 13.32,10 |
| 8.     | Etiopija | Fita Bayissa   | 13.34,52 |

| Mjesto | Država                 | Atletičarka        | Vrijeme       |
| ------ | ---------------------- | ------------------ | ------------- |
| 1.     | Irska                  | Sonia O'Sullivan   | 14.46,47 (KR) |
| 2.     | Portugal               | Fernanda Ribeiro   | 14.48,54      |
| 3.     | Maroko                 | Zahra Ouaziz       | 14.53,77      |
| 4.     | Rumunjska              | Gabriela Szabó     | 14.56,57      |
| 5.     | Ujedinjeno Kraljevstvo | Paula Radcliffe    | 14.57,02      |
| 6.     | Rusija                 | Mariya Pantyukhova | 15.01,23      |
| 7.     | Kenija                 | Rose Cheruiyot     | 15.02,45      |
| 8.     | JAR                    | Gwen Griffiths     | 15.08,05      |

#### 10 000 m
| Mjesto | Država   | Atletičar          | Vrijeme       |
| ------ | -------- | ------------------ | ------------- |
| 1.     | Etiopija | Haile Gebrselassie | 27.12,95 (KR) |
| 2.     | Maroko   | Khalid Skah        | 27.14,53      |
| 3.     | Kenija   | Paul Tergat        | 27.14,70      |
| 4.     | Maroko   | Salah Hissou       | 27.19,30      |
| 5.     | Kenija   | Josephat Machuka   | 27.23,72      |
| 6.     | Kenija   | Joseph Kimani      | 27.30,02      |
| 7.     | Njemačka | Stéphane Franke    | 27.48,88      |
| 8.     | Portugal | Paulo Guerra       | 27.52,55      |

| Mjesto | Država                 | Atletičarka        | Vrijeme  |
| ------ | ---------------------- | ------------------ | -------- |
| 1.     | Portugal               | Fernanda Ribeiro   | 31.04,99 |
| 2.     | Etiopija               | Derartu Tulu       | 31.08,10 |
| 3.     | Kenija                 | Tegla Loroupe      | 31.17,66 |
| 4.     | Italija                | Maria Guida        | 31.27,82 |
| 5.     | JAR                    | Elana Meyer        | 31.31,96 |
| 6.     | Ujedinjeno Kraljevstvo | Liz McColgan-Lynch | 31.40,14 |
| 7.     | Rusija                 | Alla Zhilyayeva    | 31.52,15 |
| 8.     | Japan                  | Hiromi Suzuki      | 31.54,01 |

#### Maraton
| Mjesto | Država                 | Atletičar               | Vrijeme |
| ------ | ---------------------- | ----------------------- | ------- |
| 1.     | Španjolska             | Martín Fiz              | 2:11.41 |
| 2.     | Meksiko                | Dionicio Cerón          | 2:12.13 |
| 3.     | Brazil                 | Luíz Antônio Dos Santos | 2:12.49 |
| 4.     | Ujedinjeno Kraljevstvo | Peter Whitehead         | 2:14.08 |
| 5.     | Španjolska             | Alberto Juzdado         | 2:15.29 |
| 6.     | Španjolska             | Diego Garcia            | 2:15.34 |
| 7.     | Ujedinjeno Kraljevstvo | Richard Nerurkar        | 2:15.47 |
| 8.     | Australija             | Steve Moneghetti        | 2:16.13 |

| Mjesto | Država     | Atletičarka         | Vrijeme |
| ------ | ---------- | ------------------- | ------- |
| 1.     | Portugal   | Maria Machado       | 2:25.39 |
| 2.     | Rumunjska  | Anuta Catuna        | 2:26.25 |
| 3.     | Italija    | Ornella Ferrara     | 2:30.11 |
| 4.     | Poljska    | Malgorzata Sobanska | 2:31.10 |
| 5.     | Finska     | Ritva Lemettinen    | 2:31.19 |
| 6.     | Španjolska | Mónica Pont         | 2:31.53 |
| 7.     | SAD        | Linda Somers        | 2:32.12 |
| 8.     | Njemačka   | Sonja Krolik-Oberem | 2:32.17 |

#### 20 km / 10 km brzo hodanje
| Mjesto | Država      | Atletičar            | Vrijeme |
| ------ | ----------- | -------------------- | ------- |
| 1.     | Italija     | Michele Didoni       | 1:19.59 |
| 2.     | Španjolska  | Valentí Massana      | 1:20.23 |
| 3.     | Bjelorusija | Yevgeniy Misyulya    | 1:20.48 |
| 4.     | Rusija      | Ilja Markov          | 1:21.28 |
| 5.     | NR Kina     | Zewen Li             | 1:21.39 |
| 6.     | Rusija      | Michail Sjtsjennikov | 1:22.16 |
| 7.     | Francuska   | Denis Langlois       | 1:22.21 |
| 8.     | Slovačka    | Igor Kollár          | 1:22.30 |

| Mjesto | Država   | Atletičarka                     | Vrijeme |
| ------ | -------- | ------------------------------- | ------- |
| 1.     | Rusija   | Irina Stankina                  | 42.13   |
| 2.     | Italija  | Elisabetta Perrone              | 42.16   |
| 3.     | Rusija   | Jelena Nikolajeva               | 42.20   |
| 4.     | Finska   | Sari Essayah                    | 42.20   |
| 5.     | Rusija   | Larisa Ramazanova-Khmelnitskaya | 42.25   |
| 6.     | Italija  | Rossella Giordano               | 42.26   |
| 7.     | Mađarska | Mária Urbanik-Rosza             | 42.34   |
| 8.     | NR Kina  | Hongyu Liu                      | 42.46   |

#### 50 km brzo hodanje
| Mjesto | Država      | Atletičar              | Vrijeme |
| ------ | ----------- | ---------------------- | ------- |
| 1.     | Finska      | Valentin Kononen       | 3:43.42 |
| 2.     | Italija     | Giovanni Perricelli    | 3:45.11 |
| 3.     | Poljska     | Robert Korzeniowski    | 3:45.57 |
| 4.     | Meksiko     | Miguel Angel Rodríguez | 3:46.34 |
| 5.     | Španjolska  | Jesús Ángel García     | 3:48.05 |
| 6.     | Jugoslavija | Aleksandar Rakovic     | 3:49.35 |
| 7.     | Italija     | Arturo Di Mezza        | 3:49.46 |
| 8.     | Francuska   | René Piller            | 3:49.47 |

#### 110 m / 100 m s preponama
| Mjesto | Država                 | Atletičar        | Vrijeme |
| ------ | ---------------------- | ---------------- | ------- |
| 1.     | SAD                    | Allen Johnson    | 13,00   |
| 2.     | Ujedinjeno Kraljevstvo | Tony Jarrett     | 13,04   |
| 3.     | SAD                    | Roger Kingdom    | 13,19   |
| 4.     | SAD                    | Jack Pierce      | 13,27   |
| 5.     | Australija             | Kyle Vander-Kuyp | 13,30   |
| 6.     | Francuska              | Dan Philibert    | 13,34   |
| 7.     | Kuba                   | Erik Batte       | 13,38   |
| 8.     | Kuba                   | Emilio Valle     | 13,43   |

| Mjesto | Država    | Atletičarka              | Vrijeme |
| ------ | --------- | ------------------------ | ------- |
| 1.     | SAD       | Gail Devers              | 12,68   |
| 2.     | Kazahstan | Olga Shishigina          | 12,80   |
| 3.     | Rusija    | Yuliya Filippova-Graudyn | 12,85   |
| 4.     | Rusija    | Tatyana Reshetnikova     | 12,87   |
| 5.     | Švicarska | Julie Baumann            | 12,95   |
| 6.     | Jamajka   | Gillian Russell          | 12,96   |
| 7.     | Jamajka   | Dionne Rose              | 12,98   |
| 8.     | Slovenija | Brigita Bukovec          | 13,02   |

#### 400 m s preponama
| Mjesto | Država    | Atletičar                | Vrijeme |
| ------ | --------- | ------------------------ | ------- |
| 1.     | SAD       | Derrick Adkins           | 47,98   |
| 2.     | Zambija   | Samuel Matete            | 48,03   |
| 3.     | Francuska | Stéphane Diagana         | 48,14   |
| 4.     | Rusija    | Ruslan Mashchenko        | 48,83   |
| 5.     | Švedska   | Sven Nylander            | 48,84   |
| 6.     | Zimbabve  | Ken Harnden              | 48,89   |
| 7.     | Japan     | Kazuhiko Yamazaki        | 49,22   |
| 8.     | Brazil    | Eronilde Nunes De Araújo | 49,86   |

| Mjesto | Država    | Atletičarka                   | Vrijeme    |
| ------ | --------- | ----------------------------- | ---------- |
| 1.     | SAD       | Kim Batten                    | 52,61 (WR) |
| 2.     | SAD       | Tonja Buford                  | 52,62      |
| 3.     | Jamajka   | Deon Hemmings                 | 53,48 (NR) |
| 4.     | Njemačka  | Heike Meissner                | 54,86      |
| 5.     | Ukrajina  | Tetjana Teresjtsjoek-Antipova | 54,94      |
| 6.     | Njemačka  | Silvia Rieger                 | 55,01      |
| 7.     | Rumunjska | Ionela Târlea                 | 55,46      |
| 8.     | Kazahstan | Natalya Torshina              | 56,75      |

#### 3 000 m s preponama
| Mjesto | Država            | Atletičar              | Vrijeme      |
| ------ | ----------------- | ---------------------- | ------------ |
| 1.     | Kenija            | Moses Kiptanui         | 8.04,16 (KR) |
| 2.     | Kenija            | Christopher Koskei     | 8.09,30      |
| 3.     | Saudijska Arabija | Saad Shaddad Al-Asmari | 8.12,95 (AS) |
| 4.     | Njemačka          | Steffen Brand          | 8.14,37      |
| 5.     | Italija           | Angelo Carosi          | 8.14,85      |
| 6.     | Rumunjska         | Florin Ionescu         | 8.15,44      |
| 7.     | Rusija            | Vladimir Pronin        | 8.16,59      |
| 8.     | Njemačka          | Martin Strege          | 8.18,57      |

#### 4x100 m štafeta
| Mjesto | Država     | Atletičari                                                                                   | Vrijeme |
| ------ | ---------- | -------------------------------------------------------------------------------------------- | ------- |
| 1.     | Kanada     | Robert Esmie Glenroy Gilbert Bruny Surin Donovan Bailey                                      | 38,31   |
| 2.     | Australija | Paul Henderson Tim Jackson Steve Brimacombe Damien Marsh                                     | 38,50   |
| 3.     | Italija    | Giovanni Puggioni Ezio Madonia Angelo Cipolloni Sandro Floris                                | 39,07   |
| 4.     | Jamajka    | James Beckford Michael Green Leon Gordon Ray Stewart                                         | 39,10   |
| 5.     | Japan      | Hisatsugu Suzuki Koji Ito Satoru Inoue Yoshitaka Ito                                         | 39,33   |
| 6.     | Brazil     | André Domingos da Silva Sidnei Telles De Souza Luciano Ribeiro Edson Robson Caetano da Silva | 39,35   |
| 7.     | Ukrajina   | Aleksej Tsjichatsjov Dmitri Vanjaikin Oleh Kramarenko Sergei Osovitsjtsj                     | 39,39   |
| 8.     | Švedska    | Peter Karlsson Matias Ghansah Lars Hedner Tobias Karlsson                                    | DSQ     |

| Mjesto | Država    | Atletičarke                                                                   | Vrijeme |
| ------ | --------- | ----------------------------------------------------------------------------- | ------- |
| 1.     | SAD       | Celena Mondie-Milner Colette Guidry-White Chryste Gaines Gwen Torrence        | 42,12   |
| 2.     | Jamajka   | Dahlia Duhaney Juliet Cuthbert Beverly McDonald Merlene Ottey                 | 42,25   |
| 3.     | Njemačka  | Melanie Paschke Silke Lichtenhagen Silke-Beate Knoll Gabriele Becker          | 43,01   |
| 4.     | Bahami    | Eldece Clarke-Lewis Debbie Ferguson Sevatheda Fynes Pauline Davis-Thompson    | 43,14   |
| 5.     | Francuska | Odile Singa Frédérique Bangué Patricia Girard Delphine Combe                  | 43,35   |
| 6.     | Finska    | Jutta Kemila Sanna Hernesniemi-Kyllönen Heidi Suomi Heli Koivula              | 44,46   |
| 7.     | Kolumbija | Elia Manuela Mera Felipa Palacios Patricia Rodríguez Mirtha Brock             | 44,61   |
| 8.     | Rusija    | Natalya Voronova Galina Malchugina Marina Trandenkova Jekaterina Leschtschowa | DNF     |

#### 4x400 m štafeta
| Mjesto | Država                 | Atletičari                                                            | Vrijeme |
| ------ | ---------------------- | --------------------------------------------------------------------- | ------- |
| 1.     | SAD                    | Marlon Ramsey Derek Mills Butch Reynolds Michael Johnson              | 2.57,32 |
| 2.     | Jamajka                | Michael McDonald Davian Clarke Danny McFarlane Gregory Haughton       | 2.59,88 |
| 3.     | Nigerija               | Udeme Ekpeyong Kunle Adejuyigbe Jude Monye Sunday Bada                | 3.03,18 |
| 4.     | Ujedinjeno Kraljevstvo | David McKenzie Mark Hylton Adrian Patrick Roger Black                 | 3.03,75 |
| 5.     | Poljska                | Piotr Rysiukiewicz Pawel Januszewski Robert Maćkowiak Tomasz Jedrusik | 3.03,84 |
| 6.     | Kuba                   | Jose Perez Jorge L. Crusellas Omar Mena Norberto Téllez               | 3.07,65 |
| 7.     | Kenija                 | Samson Kitur Julius Chepkwony Kennedy Ochieng Charles Gitonga         | DNS     |
| 8.     | Njemačka               | Uwe Jahn Karsten Just Kai Karsten Rico Lieder                         | DSQ     |

| Mjesto | Država                 | Atletičarke                                                              | Vrijeme |
| ------ | ---------------------- | ------------------------------------------------------------------------ | ------- |
| 1.     | SAD                    | Kim Graham Rochelle Stevens Camara Jones Jearl Miles-Clark               | 3.22,39 |
| 2.     | Rusija                 | Tatyana Chebykina Svetlana Goncharenko Yuliya Sotnikova Jelena Andrejewa | 3.23,98 |
| 3.     | Australija             | Lee Naylor Renée Poetschka Melinda Gainsford-Taylor Cathy Freeman        | 3.25,88 |
| 4.     | Njemačka               | Karin Janke Silke-Beate Knoll Linda Kisabaka Uta Rohländer               | 3.26,10 |
| 5.     | Ujedinjeno Kraljevstvo | Melanie Neef Stephanie Llewellyn Lorraine Hanson Georgina Oladapo        | 3.26,89 |
| 6.     | Nigerija               | Olabisi Afolabi Falilat Ogunkoya Omolade Akinremi Fatima Yusuf           | 3.27,85 |
| 7.     | Kuba                   | Idalmis Bonne Ana Fidelia Quirot Nancy McLeon Julia Duporty              | 3.29,27 |
| 8.     | Jamajka                | Revoli Campbell Merlene Frazer Sandie Richards Deon Hemmings             | DSQ     |

### Skakačke discipline

#### Skok u vis
| Mjesto | Država                 | Atletičar        | Visina |
| ------ | ---------------------- | ---------------- | ------ |
| 1.     | Bahami                 | Troy Kemp        | 2,37 m |
| 2.     | Kuba                   | Javier Sotomayor | 2,37 m |
| 3.     | Poljska                | Artur Partyka    | 2,35 m |
| 4.     | Ujedinjeno Kraljevstvo | Steve Smith      | 2,35 m |
| 4.     | Norveška               | Steinar Hoen     | 2,35 m |
| 6.     | Švedska                | Patrik Sjöberg   | 2,32 m |
| 7.     | SAD                    | Tony Barton      | 2,29 m |
| 8.     | Jugoslavija            | Dragutin Topic   | 2,25 m |

| Mjesto | Država      | Atletičarka            | Visina |
| ------ | ----------- | ---------------------- | ------ |
| 1.     | Bugarska    | Stefka Kostadinova     | 2,01 m |
| 2.     | Njemačka    | Alina Astafei          | 1,99 m |
| 3.     | Ukrajina    | Inha Babakova          | 1,99 m |
| 4.     | Rusija      | Tatjana Motkova        | 1,96 m |
| 5.     | Bjelorusija | Tatyana Shevchik       | 1,96 m |
| 6.     | Norveška    | Hanne Haugland         | 1,96 m |
| 7.     | Bugarska    | Svetlana Isaeva-Leseva | 1,93 m |
| 8.     | SAD         | Amy Acuff              | 1,93 m |

#### Skok u dalj
| Mjesto | Država    | Atletičar               | Duljina |
| ------ | --------- | ----------------------- | ------- |
| 1.     | Kuba      | Iván Pedroso            | 8,70 m  |
| 2.     | Jamajka   | James Beckford          | 8,30 m  |
| 3.     | SAD       | Mike Powell             | 8,29 m  |
| 4.     | Njemačka  | Georg Ackermann         | 8,14 m  |
| 5.     | Rumunjska | Bogdan Tudor            | 8,01 m  |
| 6.     | Grčka     | Konstantinos Koukodímos | 8,00 m  |
| 7.     | NR Kina   | Huang Geng              | 7,94 m  |
| 8.     | Bugarska  | Ivaylo Mladenov         | 7,93 m  |

| Mjesto | Država   | Atletičarka          | Duljina |
| ------ | -------- | -------------------- | ------- |
| 1.     | Italija  | Fiona May            | 6,98 m  |
| 2.     | Kuba     | Niurka Montalvo      | 6,86 m  |
| 3.     | Rusija   | Irina Mushailova     | 6,83 m  |
| 4.     | Rusija   | Olga Rublyova        | 6,78 m  |
| 5.     | Italija  | Valentina Uccheddu   | 6,76 m  |
| 6.     | SAD      | Jackie Joyner-Kersee | 6,74 m  |
| 7.     | Poljska  | Agata Karczmarek     | 6,71 m  |
| 8.     | Ukrajina | Viktorija Versjinina | 6,66 m  |

#### Skok s motkom
| Mjesto | Država    | Atletičar        | Visina |
| ------ | --------- | ---------------- | ------ |
| 1.     | Ukrajina  | Sergej Boebka    | 5,92 m |
| 2.     | Rusija    | Maksim Tarasov   | 5,86 m |
| 3.     | Francuska | Jean Galfione    | 5,86 m |
| 4.     | JAR       | Okkert Brits     | 5,80 m |
| 5.     | Rusija    | Radion Gataullin | 5,70 m |
| 6.     | SAD       | Scott Huffman    | 5,70 m |
| 7.     | Rusija    | Igor Trandenkov  | 5,70 m |
| 8.     | SAD       | Dean Starkey     | 5,60 m |

#### Troskok
| Mjesto | Država                 | Atletičar        | Duljina      |
| ------ | ---------------------- | ---------------- | ------------ |
| 1.     | Ujedinjeno Kraljevstvo | Jonathan Edwards | 18,29 m (WR) |
| 2.     | Bermudi                | Brian Wellman    | 17,62 m      |
| 3.     | Dominika               | Jerome Romain    | 17,59 m      |
| 4.     | Kuba                   | Yoelbi Quesada   | 17,59 m      |
| 5.     | Kuba                   | Yoel García      | 17,16 m      |
| 6.     | Jamajka                | James Beckford   | 17,13 m      |
| 7.     | SAD                    | Mike Conley      | 16,96 m      |
| 8.     | Bugarska               | Galin Georgiev   | 16,93 m      |

| Mjesto | Država      | Atletičarka              | Duljina      |
| ------ | ----------- | ------------------------ | ------------ |
| 1.     | Ukrajina    | Inessa Kravets           | 15,50 m (WR) |
| 2.     | Bugarska    | Iva Prandzheva           | 15,18 m      |
| 3.     | Rusija      | Anna Biryukova           | 15,08 m      |
| 4.     | Rusija      | Inna Lasovskaya          | 14,90 m      |
| 5.     | Rumunjska   | Rodica Petrescu-Mateescu | 14,82 m      |
| 6.     | NR Kina     | Ren Ruiping              | 14,25 m      |
| 7.     | Bjelorusija | Zhanna Gureyeva          | 14,22 m      |
| 8.     | Italija     | Barbara Lah              | 14,18 m      |

### Bacačke discipline

#### Bacanje koplja
| Mjesto | Država                 | Atletičar      | Duljina |
| ------ | ---------------------- | -------------- | ------- |
| 1.     | Češka                  | Jan Zelezny    | 89,58 m |
| 2.     | Ujedinjeno Kraljevstvo | Steve Backley  | 86,30 m |
| 3.     | Njemačka               | Boris Henry    | 86,08 m |
| 4.     | Njemačka               | Raymond Hecht  | 83,30 m |
| 5.     | Švedska                | Dag Wennlund   | 82,04 m |
| 6.     | Ujedinjeno Kraljevstvo | Mick Hill      | 81,06 m |
| 7.     | Rusija                 | Yuriy Rybin    | 81,00 m |
| 8.     | Njemačka               | Andreas Linden | 80,76 m |

| Mjesto | Država      | Atletičarka                   | Duljina |
| ------ | ----------- | ----------------------------- | ------- |
| 1.     | Bjelorusija | Natalya Shikolenko            | 67,56 m |
| 2.     | Rumunjska   | Felicia Tilea-Moldovan        | 65,22 m |
| 3.     | Finska      | Mikaela Ingberg               | 65,16 m |
| 4.     | Finska      | Heli Rantanen                 | 65,04 m |
| 5.     | Australija  | Joanna Stone                  | 63,74 m |
| 6.     | Njemačka    | Tanja Damaske                 | 62,32 m |
| 7.     | Kuba        | Isel López                    | 60,80 m |
| 8.     | Rusija      | Yekaterina Krasnikova-Ivakina | 59,82 m |

#### Bacanje diska
| Mjesto | Država      | Atletičar             | Duljina      |
| ------ | ----------- | --------------------- | ------------ |
| 1.     | Njemačka    | Lars Riedel           | 68,76 m (KR) |
| 2.     | Bjelorusija | Vladimir Dubrovshchik | 65,98 m      |
| 3.     | Bjelorusija | Vasiliy Kaptyukh      | 65,88 m      |
| 4.     | Mađarska    | Attila Horváth        | 65,72 m      |
| 5.     | Njemačka    | Jürgen Schult         | 64,44 m      |
| 6.     | Nigerija    | Adewale Olukoju       | 63,66 m      |
| 7.     | Kuba        | Alexis Elizalde       | 63,28 m      |
| 8.     | Rusija      | Dmitriy Shevchenko    | 63,18 m      |

| Mjesto | Država      | Atletičarka                 | Duljina |
| ------ | ----------- | --------------------------- | ------- |
| 1.     | Bjelorusija | Ellina Zvereva              | 68,64 m |
| 2.     | Njemačka    | Ilke Wyludda                | 67,20 m |
| 3.     | Rusija      | Olga Buroeva-Tsjernjavskaja | 66,86 m |
| 4.     | Kuba        | Maritza Martén              | 64,36 m |
| 5.     | Rusija      | Natalja Sadova              | 62,60 m |
| 6.     | Norveška    | Mette Bergmann              | 62,48 m |
| 7.     | Njemačka    | Franka Dietzsch             | 61,28 m |
| 8.     | Bjelorusija | Lyudmila Filimonova         | 61,16 m |

#### Bacanje kugle
| Mjesto | Država      | Atletičar         | Duljina |
| ------ | ----------- | ----------------- | ------- |
| 1.     | SAD         | John Godina       | 21,47 m |
| 2.     | Finska      | Mika Halvari      | 20,93 m |
| 3.     | SAD         | Randy Barnes      | 20,41 m |
| 4.     | Ukrajina    | Aleksandr Bahach  | 20,38 m |
| 5.     | SAD         | Brent Noon        | 20,13 m |
| 6.     | Njemačka    | Oliver-Sven Buder | 20,11 m |
| 7.     | Ukrajina    | Roman Virastjoek  | 19,66 m |
| 8.     | Bjelorusija | Dmitriy Goncharuk | 19,38 m |

| Mjesto | Država   | Atletičarka             | Duljina |
| ------ | -------- | ----------------------- | ------- |
| 1.     | Njemačka | Astrid Kumbernuss       | 21,22 m |
| 2.     | NR Kina  | Huang Zhihong           | 20,04 m |
| 3.     | Bugarska | Svetla Mitkova-Sinirtas | 19,56 m |
| 4.     | Njemačka | Kathrin Neimke          | 19,30 m |
| 5.     | NR Kina  | Sui Xinmei              | 19,09 m |
| 6.     | NR Kina  | Liuhong Zhang           | 19,07 m |
| 7.     | SAD      | Ramona Pagel            | 18,81 m |
| 8.     | Njemačka | Stephanie Storp         | 18,81 m |

#### Bacanje kladiva
| Mjesto | Država      | Atletičar           | Duljina |
| ------ | ----------- | ------------------- | ------- |
| 1.     | Tadžikistan | Andrej Abduvalijev  | 81,56 m |
| 2.     | Bjelorusija | Igor Astapkovich    | 81,10 m |
| 3.     | Mađarska    | Tibor Gécsek        | 80,98 m |
| 4.     | Mađarska    | Balázs Kiss         | 79,02 m |
| 5.     | SAD         | Lance Deal          | 78,66 m |
| 6.     | Bjelorusija | Sergey Alay         | 76,66 m |
| 7.     | Rusija      | Ilya Konovalov      | 76,50 m |
| 8.     | Rusija      | Aleksandr Seleznyov | 76,18 m |

### Višeboj

#### Desetoboj / Sedmoboj
| Mjesto | Država      | Atletičar         | Bodovi |
| ------ | ----------- | ----------------- | ------ |
| 1.     | SAD         | Dan O'Brien       | 8695   |
| 2.     | Bjelorusija | Eduard Hämäläinen | 8489   |
| 3.     | Kanada      | Mike Smith        | 8419   |
| 4.     | Estonija    | Erki Nool         | 8268   |
| 5.     | Češka       | Tomáš Dvořák      | 8236   |
| 6.     | Francuska   | Christian Plaziat | 8206   |
| 7.     | Ukrajina    | Lev Lobodin       | 8196   |
| 8.     | SAD         | Chris Huffins     | 8193   |

| Mjesto | Država                 | Atletičarka          | Bodovi |
| ------ | ---------------------- | -------------------- | ------ |
| 1.     | Sirija                 | Ghada Shouaa         | 6651   |
| 2.     | Rusija                 | Svetlana Moskalets   | 6575   |
| 3.     | Mađarska               | Rita Ináncsi         | 6522   |
| 4.     | Sijera Leone           | Eunice Barber        | 6340   |
| 5.     | SAD                    | Kym Carter           | 6329   |
| 6.     | Kuba                   | Maria Cárdenas Regla | 6306   |
| 7.     | Ujedinjeno Kraljevstvo | Denise Lewis         | 6299   |
| 8.     | SAD                    | Le Shundra Nathan    | 6258   |

## Značenje kratica
- WR: Svjetski rekord
- KR: Rekord prvenstava
- NR: Nacionalni rekord
- ER: Europski rekord
- AF: Afrički rekord
- AS: Azijski rekord
- OC: Oceanijski rekord
- DSQ: Diskvalifikacija

## Vanjske poveznice
- IAAF-ovi službeni rezultati  Arhivirana inačica izvorne stranice od 12. prosinca 2004. (Wayback Machine)